# جوناثان فيشر
جوناثان فيشر (بالإنجليزية: Jonathan Fisher)‏ هو رسام أيرلندي، ولد في 1740 في دبلن في جمهورية أيرلندا، وتوفي بنفس المكان في 1809.